# Bříšťany
Bříšťany (en allemand : Brieschtian) est une commune du district de Jičín, dans la région de Hradec Králové, en Tchéquie. Sa population s'élevait à 245 habitants en 2022.

## Géographie
Bříšťany se trouve à 19 km au nord-ouest de Hradec Králové, à 23 km au sud-est de Jičín et à 89 km au nord-est de Prague.
La commune est limitée par Milovice u Hořic au nord, par Stračov à l'est, par Pšánky et Petrovičky au sud, et par Sukorady et Bašnice à l'ouest.

## Histoire
La première mention écrite de la localité date de 1219.

## Transports
Par la route, Bříšťany se trouve à 6,5 km de Hořice, à 22 km de Hradec Králové et à 112 km de Prague. 